# 8. Zusatzartikel zur Verfassung der Vereinigten Staaten
Der 8. Zusatzartikel zur Verfassung der Vereinigten Staaten von Amerika (englisch Eighth Amendment, deutsch kurz „achter Zusatz“ genannt) verbietet der Bundesregierung „übermäßige Kautionen“, „übermäßige Bußgelder“, sowie „grausame und ungewöhnliche Bestrafungen“. Er ist Teil der US-amerikanischen Bill of Rights die vom Kongress am 25. September 1789 beschlossen und am 15. Dezember 1791 ratifiziert wurde. Er wurde fast wortgleich aus der englischen Bill of Rights von 1689 übernommen. 
Nachdem der Oberste Gerichtshof der Vereinigten Staaten 1833 in Barron v. Baltimore entschieden hatte, dass Bürgern nur die Bürgerrechte zustehen, die ihnen der jeweilige Staat zutritt, begann er in den ersten Jahrzehnten des 20. Jahrhunderts im Rahmen des im 14. Zusatzartikel verankerten Rechtsstaatsprinzips (due process) in Entscheidungen wie Meyer v. Nebraska (1923) und Gitlow v. New York (1925), die meisten Bestimmungen der Bill of Rights auch auf die Gesetzgebung der Bundesstaaten auszudehnen, und legte den 8. Zusatzartikel dann auch weitgehend zeitgemäß aus, besonders im Bereich der Bestrafung von jugendlichen Straftätern und der Todesstrafe.

## Wortlaut
“Excessive bail shall not be required, nor excessive fines imposed, nor cruel and unusual punishments inflicted.”

„Es sollen weder übermäßige Kautionen verlangt, noch übermäßige Bußgelder verhängt, noch grausame und ungewöhnliche Bestrafungen angewendet werden.“

## Übermäßige Kautionen
In England wurde ursprünglich von den Sheriffs entschieden, ob eine Kaution gewährt wurde. Um den eigenen Einflussbereich auszubreiten, verabschiedete das englische Parlament 1275 ein Gesetz, in dem die Straftaten, bei denen eine Kaution gewährt werden darf, festgelegt wurden. Allerdings wurden die Gesetzesbestimmungen von den Richtern des Königs oft missachtet. Es wurde festgehalten, dass ein Individuum auf Befehl des Königs ohne Kaution festgehalten werden darf. 1628 wurde eine Rechtseingabe an das Parlament gemacht, der zufolge der König dieses Recht nicht habe. Später wurden Formsachen im Gesetz so ausgelegt, dass der Beschuldigte auch bei einem kautionsfähigen Verbrechen festgehalten werden darf, wobei diese Schlupflöcher durch das Habeas Corpus-Gesetz 1677 weitgehend geschlossen wurden. Danach mussten die Richter eine Kaution festlegen, doch sie verlangten häufig unbezahlbare Summen. Schließlich hielt man in der englischen Bill of Rights fest, dass „übermäßige Kautionen nicht verlangt werden sollten“ („excessive bail ought not to be required“). Das Gesetz beseitigte allerdings nicht die Unterscheidung zwischen kautionsfähigen und nicht-kautionsfähigen Verbrechen. Daher wurde der achte Verfassungszusatz dahingehend interpretiert, dass Kautionen in Fällen mit sehr schwerwiegenden Anschuldigungen verweigert werden können. Der Supreme Court hat auch vorbeugende Internierung ohne Kaution gestattet. Im Fall Vereinigte Staaten v. Salerno (1987) hielt der Supreme Court folgendes fest: Die einzige Einschränkung, die die Kautionsklausel auferlegt, ist, dass „die vorgeschlagenen Bedingungen der Regierung für Freilassung oder Freiheitsentzug nicht übermäßig sind im Angesicht des begangenen Verbrechens“ („the government’s proposed conditions of release or detention not be 'excessive' in light of the perceived evil“).

## Übermäßige Geldstrafen
Der Schutz vor übermäßigen Geldstrafen kann nur auf die Regierung angewendet werden. Strafzahlungen, die aufgrund von Zivilgerichtsverhandlungen gezahlt werden müssen, sind von der Klausel nicht betroffen, wie der Supreme Court im Fall Browning-Ferris Industries v. Kelco Disposal, Inc. (1989) feststellte. Der Supreme Court hielt fest, dass der Wohlstand des Angeklagten bei dem Ausmaß der Strafe nicht berücksichtigt werden muss.
Der Oberste Gerichtshof der Vereinigten Staaten, der Supreme Court, hat nie eine Maximalsumme für Geldstrafen festgelegt.

## Grausame und ungewöhnliche Bestrafungen
Der achte Verfassungszusatz verbietet einige Bestrafungen vollständig und verbietet Bestrafungen, wenn sie im Vergleich zum begangenen Verbrechen übermäßig sind.
Im Fall Furman v. Georgia (1972) schrieb Richter Brennan: „Es gibt also vier Prinzipien, nach denen festzustellen ist, ob eine bestimmte Bestrafung ‚grausam und ungewöhnlich‘ ist“ (“There are, then, four principles by which we may determine whether a particular punishment is ‘cruel and unusual’.”)
- „Die wichtigste Eigenschaft ist, dass eine Bestrafung nicht durch ihre Schwere allein die menschliche Würde beeinträchtigt, was insbesondere auf Folter zutrifft“. („The essential predicate is that a punishment must not by its severity be degrading to human dignity, especially torture.“)
- „Eine schwere Bestrafung, die offensichtlich in einem Akt der Willkür zugefügt wird.“ („A severe punishment that is obviously inflicted in wholly arbitrary fashion“.)
- „Eine schwere Bestrafung, die offensichtlich und vollständig von der gesamten Gesellschaft abgelehnt wird.“ („A severe punishment that is clearly and totally rejected throughout society“.)
- „Eine schwere Bestrafung, die offenkundig unnötig ist.“ („A severe punishment that is patently unnecessary“.)

Er schrieb weiter, dass er erwartet, dass kein Staat ein Gesetz verabschiedet, das offensichtlich diese Prinzipien verletzt, sodass Gerichtsentscheidungen, die sich auf den 8. Verfassungszusatz beziehen, jedes Mal eine Analyse, die den Stand der Diskussion widerspiegelt, zu den Auswirkungen jeder dieser vier Grundsätze beinhalten würden.

### Vollständig verbotene Bestrafungsmaßnahmen
Im Fall Wilkerson v. Utah (1878) kommentierte der Supreme Court in einem obiter dictum, dass Vierteilung, öffentliche Sezierung, Verbrennung von Lebenden und das Ausweiden grausame und ungewöhnliche und daher verbotene Bestrafungen seien. Die Hinrichtung durch ein Erschießungskommando, um die es in diesem Fall eigentlich ging, wurde dagegen als zulässig entschieden.
Auch Folter ist durch den achten Verfassungszusatz verboten.
Das Gericht hielt im Fall Trop v. Dulles (1958) fest, dass die Ausbürgerung eines in den Vereinigten Staaten geborenen amerikanischen Staatsbürgers verfassungswidrig, weil übermäßig sei. Dies sei der Fall, weil es „primitiver sei als Folter“, und es die „vollständige Zerstörung der Lage eines Individuums in einer organisierten Gesellschaft“ nach sich ziehen würde.

## Verbotene, wenn nicht angemessene Bestrafungsmaßnahmen
Im Fall Weems v. United States (1910) wurde festgehalten, dass eine Bestrafung grausam und ungewöhnlich ist, wenn sie nicht angemessen ist. Der Fall Weems befasste sich mit einem Urteil, das zu „harter und schmerzhafter Arbeit“, Fesseln für die Dauer der Einkerkerung und dauerhaften zivilen Nachteilen verurteilte.
Im Fall Robinson v. California (1962) entschied das Gericht mit 8:0 Stimmen, dass ein kalifornisches Gesetz, das eine 90-Tages-Haft für die Abhängigkeit von Betäubungsmitteln erlaubte, den 8. Verfassungszusatz eindeutig verletzt, weil die Abhängigkeit von Drogen „anscheinend eine Krankheit“ darstellt und Kalifornien versuche, die Leute für ihre Krankheit statt für eine bestimmte Tat zu bestrafen.
Traditionell war die Länge der Gefängnisstrafe nicht Gegenstand der Untersuchungen unter den Regeln des 8. Verfassungszusatzes, auch nicht in Bezug auf das begangene Verbrechen. Diese Tradition wurde bis zum Fall Solem v. Helm (1983) beibehalten, als der Supreme Court feststellte, dass Einkerkerung eine grausame und ungewöhnliche Strafe darstellen kann, wenn die Strafe unverhältnismäßig in ihrer Dauer im Angesicht des begangenen Verbrechens ist. Das Gericht formulierte drei Faktoren, die berücksichtigt werden sollten, um die Angemessenheit der Strafe festzustellen:
- (i) die Schwere des Vergehens und die Härte der Bestrafung (the gravity of the offense and the harshness of the penalty),
- (ii) das Strafmaß, das anderen Kriminellen in derselben Gerichtsbarkeit auferlegt wurde (the sentences imposed on other criminals in the same jurisdiction),
- (iii) das Strafmaß, das für die Begehung desselben Verbrechens in anderen Gerichtsbarkeiten verhängt wurde. (the sentences imposed for commission of the same crime in other jurisdictions.)

Das Gericht hielt fest, dass unter den Umständen des vorliegenden Falles und anderen zu berücksichtigenden Faktoren eine lebenslange Haftstrafe ohne Möglichkeit auf Bewährung als Strafe für die Einlösung eines auf ein geschlossenes Bankkonto ausgestellten 100-Dollar-Schecks eine grausame und ungewöhnliche Bestrafung darstellt. (Englisch: The Court held that under the circumstances of the case before it and the factors to be considered, a sentence of life imprisonment without parole for cashing a $100 check on a closed account was cruel and unusual punishment.)

### Todesstrafe
Abgesehen von der Zeit zwischen 1967 und 1976, als die Todesstrafe praktisch ausgesetzt wurde, war es die ständige Rechtsprechung des Gerichts, dass Todesstrafen keine Verletzung des 8. Verfassungszusatzes darstellen, aber dass viele Einsatzmöglichkeiten derselben gegen den 8. Zusatz verstoßen.
So wurde im Fall Coker v. Georgia (1977) entschieden, dass die Todesstrafe wegen der Vergewaltigung einer erwachsenen Frau grausam und ungewöhnlich und mithin verfassungswidrig ist. Wie im Fall Kennedy v. Louisiana (2008) entschieden wurde, gilt dies auch für die Vergewaltigung von Kindern.
2002 erklärte das Gericht die Hinrichtung eines geistig Behinderten für verfassungswidrig. 2005 wurde die Hinrichtung von zum Zeitpunkt ihres Verbrechens Minderjährigen (unter 18 Jahren) als nicht verfassungsgemäß befunden.
Die Verfassungsmäßigkeit der Todesstrafe wird oft angefochten, gewöhnlich auf der Grundlage der Verletzung des 8. Verfassungszusatzes. Die erste Anfechtung, die den Supreme Court erreichte, war der Fall Furman v. Georgia (1972). In diesem Fall wurde die Todesstrafe für Furman und zwei weitere von Georgia und Texas Angeklagte in einer 5:4-Entscheidung aufgehoben. Von den fünf Richtern, die für eine Aufhebung der Todesstrafe stimmten, fanden zwei die Todesstrafe grausam und ungewöhnlich und drei fanden, dass die Todesstrafe eine zufällige und unberechenbare Strafe darstellt, durch die Schwarze und Arme benachteiligt werden. Die drei Richter sagten, dass dies die Todesstrafe grausam und ungewöhnlich machen würde.
Bundesstaaten, die zu Todesstrafen verurteilten, schrieben ihre Gesetzgebung in diesen Punkten als Folge des Urteils schnellstmöglich um und im Fall Gregg v. Georgia (1976) befand der Supreme Court in einer 7:2-Abstimmung Georgias neue Gesetze zur Todesstrafe nach den durch den 8. Verfassungszusatz gegebenen Regeln für gültig, weil Schuld und Strafmaß separat in einem zweigeteilten Verfahren festgelegt wurden.
Im Jahr 2002 entschied der Oberste Gerichtshof im Fall Atkins v. Virginia mit Bezug auf den achten Zusatzartikel, dass die Todesstrafe nicht gegen geistig behinderte Menschen ausgesprochen werden darf.
Im April 2008 entschied der Supreme Court im Fall Baze v. Rees über die Zulässigkeit der Hinrichtung mittels tödlicher Injektion und erklärte diese Hinrichtungsart mit 7:2 Richterstimmen für verfassungskonform.